# Guy Winkels
Guy Winkels (Genk, 1 februari 1964) is een Belgische voetballer en voetbaltrainer. Hij speelde voor verscheidene Belgische clubs, waaronder Patro Eisden, AA Gent en KRC Genk.

## Carrière als voetballer

### Eisden Sport
Guy Winkels werd geboren in het Limburgse Genk en begon zijn voetbalcarrière bij Eisden Sport. Hij debuteerde er als 16-jarige middenvelder in het eerste elftal.

### Patro Eisden
Guy Winkels werd in 1984 overgenomen door Patro Eisden. In 1983-1984 speelde Patro Eisden in Derde Klasse. In 1984 promoveerde Patro Eisden onder trainer Gerard "Pummy" Bergholtz naar Tweede Klasse. Guy Winkels speelde er tot 1989.

### AA Gent
Guy Winkels werd in 1989 overgenomen door AA Gent. Hij speelde er onder meer met Danny Veyt, Michel De Groote, Erwin Vandenbergh en Dirk Medved. Ze dwongen in 1991 Europees Voetbal af onder trainer René Vandereycken. Maar in dat jaar ging Winkels naar KRC Genk

### KRC Genk
Guy Winkels werd in 1991 overgenomen door KRC Genk. Hij speelde er onder meer met Leo Van Der Elst, Patrick Goots, Ronny Gaspercic, Jacky Mathijssen en Pierre Denier.
Na KRC Genk heeft hij nog gespeeld voor Wilhelmina Weert in  Nederland, Lanaken VV, Wellen VV, Cobox 76.

## Carrière als trainer
In 2000 werd hij hulptrainer bij Patro Eisden. Hoofdtrainer was toen Paul Lambrichts. In 2001 werd hij hoofdtrainer bij Patro Eisden. Hulptrainers waren Ivo Vranken en Patrick Vroonen. In 2011 trainde hij de U16 van Exc. Veldwezelt. In het seizoen 2013-2014 trainde hij de u19 van Bregel Sport.